# Polygrammodes obfuscalis
Polygrammodes obfuscalis là một loài bướm đêm trong họ Crambidae.